# Franz Mozart (escultor)
Franz Mozart (3 de octubre de 1681 en Augsburgo; 31 de marzo de 1732 en Straubing) fue un escultor alemán de la era del barroco, miembro de la familia Mozart, habiendo sido pariente del histórico músico Amadeus Mozart, pero falleció antes de que este naciere.

## Biografía

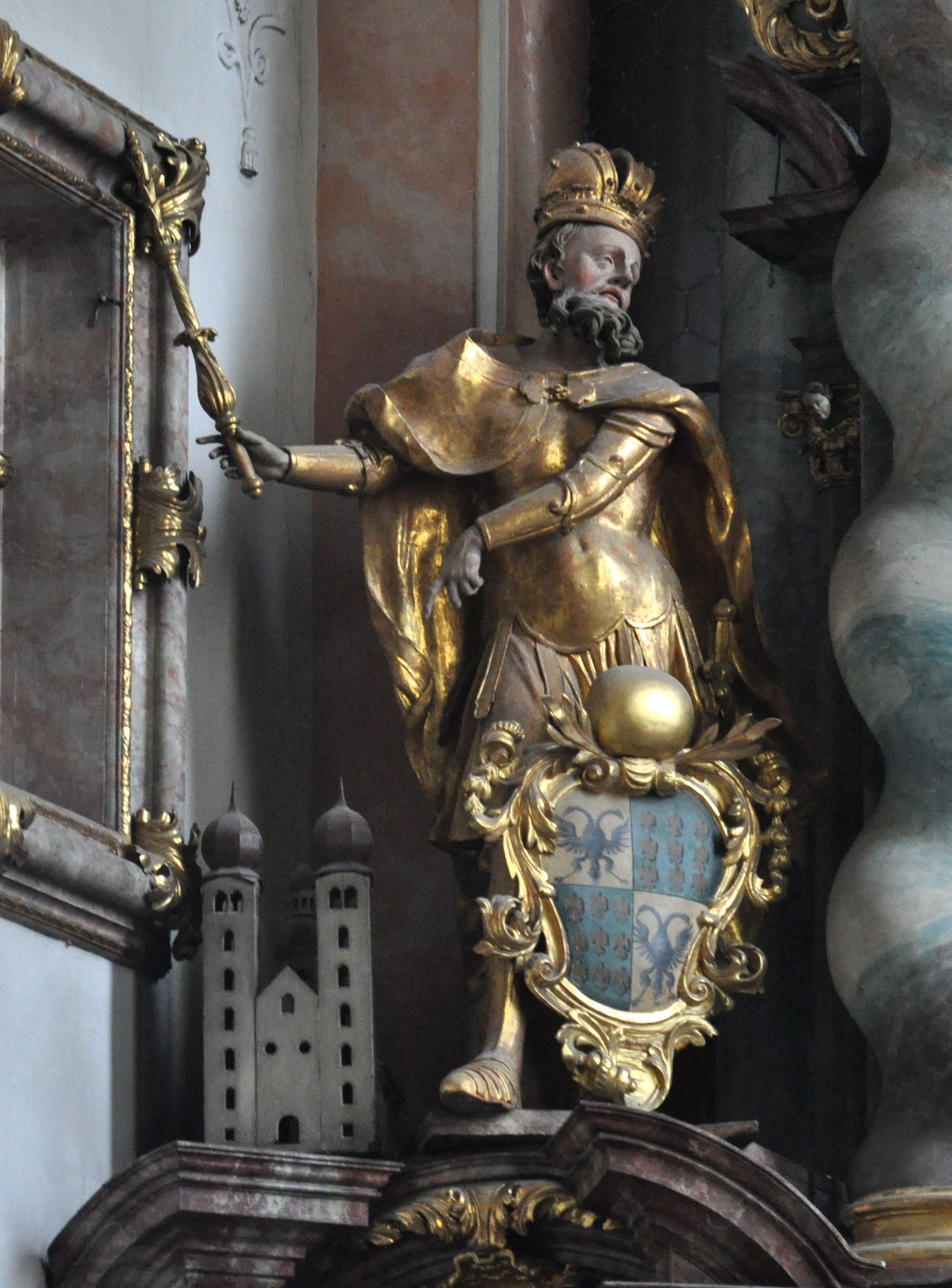
Una escultura de Carlomagno creada a manos de Franz Mozart.

Nació en Augsburgo un día de otoño, siendo su padre un destacado constructor de la ciudad. Sobre su educación en Augsburgo no hay nada documentado; se cree que al morir su padre, el pequeño Franz Mozart pasó a ser cuidado por su tío, el escultor Johann Michael Mozart, en Viena. 
El pequeño Franz aprendió viendo a su tío crear de las más bellas obras en Viena. En 1706, su tío le envió a la localidad de Straubing donde viviría el resto de su vida y contraería matrimonio con una mujer viuda veinte años mayor que él.
Trabajó bastante al lado de Cosmas Damian Asam, y sus esculturas más famosas recrean a Carlomagno y a san Benito de Nursia en la abadía benedictina de san Miguel Arcángel en Baviera.
Murió con cincuenta años en 1732.
- Datos: Q1448328
- Multimedia: Franz Mozart (sculptor) / Q1448328